# Otar Kalandarischwili
Otar Kalandarischwili (georgisch ოთარ (ტონი) კალანდარიშვილი; * 16. Juni 1925 in Tbilissi; † September 2003, Georgien) war ein georgisch-sowjetischer Architekt. Kalandarischwili gehört zu den bedeutendsten Architekten Georgiens des 20. Jahrhunderts.

## Leben
Kalandarischwili schloss 1950 sein Architekturstudium an der Staatlichen Akademie der Künste Tiflis ab. Er war Architekt beim städtebaulichen Projekt Tbilkalaprojekt (georgisch თბილქალაქპროექტში). 1955 bis 1977 lehrte er an der Fakultät für Architektur an der Staatlichen Akademie der Künste Tiflis. Er war ab 1960 Mitglied in der Union der Architekten Georgiens und Vorstandsmitglied der Union der Architekten der UdSSR.
Die Fotografin Mari Nakani ist seine Enkelin.

## Werke (Auswahl)

Wohngebäude in der Nutsubidse-Straße (2018)

- Ende 1960er: Iveria-Hotel, Tiflis (2010er Jahre stark umgebaut)
- 1974–76 (mit Guiso Potschischwili): Wohngebäude in der Nutsubise-Straße, Tiflis (erhalten)
- 1981 (mit dem Bildhauer Merab Berdsenischwili): Ruhmesdenkmal (2009 abgerissen), Kutaissi
- 1982–83: Bühne für den Vorsitzenden des Präsidiums des Obersten Sowjets (scherzhaft bekannt als Andropows Ohren), Tiflis (2005 abgerissen)

## Auszeichnungen
- Preis des Ministerrates der UdSSR
- Ehrenzeichen der Sowjetunion
- Verdienter Architekt Georgiens